# Parque Simón Bolívar (Sucre)
El Parque Simón Bolívar, antiguamente llamado Paseo del Prado, es un parque ubicado en Sucre, Bolivia.

## Historia
Las primeras configuraciones datan del siglo XVIII. La actual disposición es del siglo XX. Fue concebido por Ramón García de León y Pizarro, presidente de la Real Audiencia de Charcas. Mandó a construir la portada, conformada por los dos arcos y un obelisco. El parque albergó una muralla y estatuas de animales de tamaño real como el elefante, el gato y el loro. Durante el centenario de la república se dotó de elementos decorativos. Alrededor del parque se encuentran el Tribunal Supremo de Justicia, flanqueado por dos arcos del Triunfo, un obelisco y una fuente estilo francés, que además tiene escondida una torre de hierro rodeada por un lago artificial.